# Neve

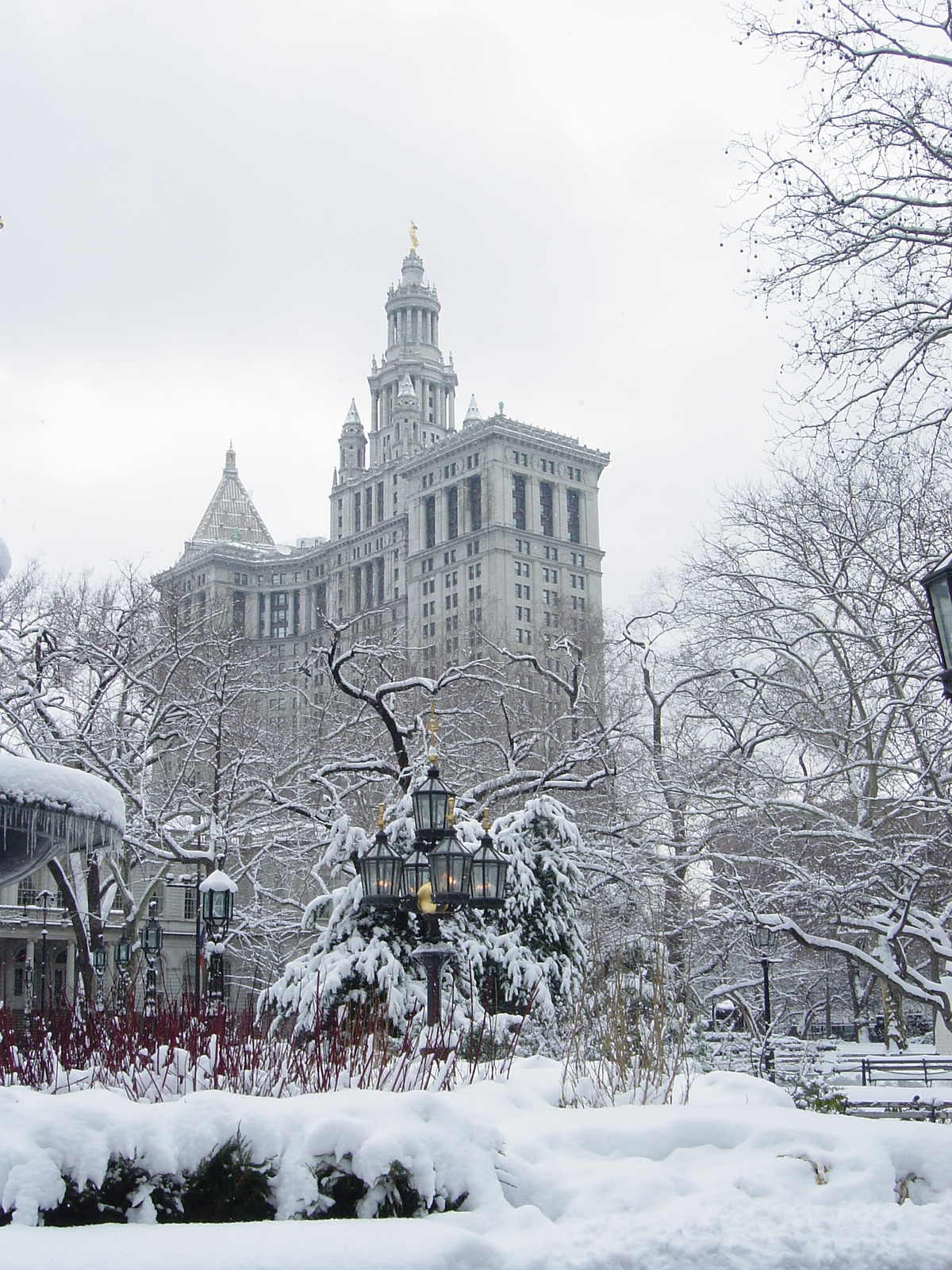
Neve acumulada nas proximidades da Prefeitura de Nova Iorque, Estados Unidos

A neve (originada do termo latino nix ou nivis) é uma ocorrência meteorológica que consiste na precipitação de flocos formados por cristais de gelo. O fenômeno pode apresentar intensidade leve, moderada ou forte, podendo receber a denominação de nevasca (mais comum no Brasil) ou nevão (mais comum em Portugal), quando se trata de uma tempestade de neve; ou nevisco, para uma precipitação de neve muito leve. De modo geral, a ocorrência de queda de neve costuma ser denominada como nevada.
Cada floco de neve é composto por água congelada em uma forma cristalina que, devido à sua grande capacidade de refletir a luz, adquire aparência translúcida e coloração branca. A precipitação desses flocos ocorre com frequência nas zonas de médias e elevadas latitudes do planeta Terra, uma vez que consistem em regiões de clima frio e temperado. Também não é incomum sua ocorrência nos pontos mais elevados do planeta, caso das nevadas registradas em algumas formações montanhosas e planaltos serranos.

## Disposição física
A forma e disposição do cristal de gelo depende das condições de temperatura e pressão no momento da sua formação. Se o cristal viaja rapidamente através da nuvem, o que ocorre dentro das nuvens de tempestades, diferentes condições de formação e de agregação (colisão e fusão, coalescência) são encontradas, resultando na formação de cristas complexos, deformados e amorfos, mais semelhantes a pequenas bolotas de granizo do que com a neve propriamente dita. Flocos compostos de cristais de gelo perfeitamente alinhados são obtidos sob condições especiais, na presença de umidade e temperatura suficientemente baixas para permitir uma cristalização mais lenta e, consequentemente, uma cristalização em formação dendrítica, assemelhando-se à forma das estrelas.
A disposição física cristalina de cada cristal de gelo em forma de floco (denominado floco de neve) é bem peculiar, como exibido pelas figuras abaixo.

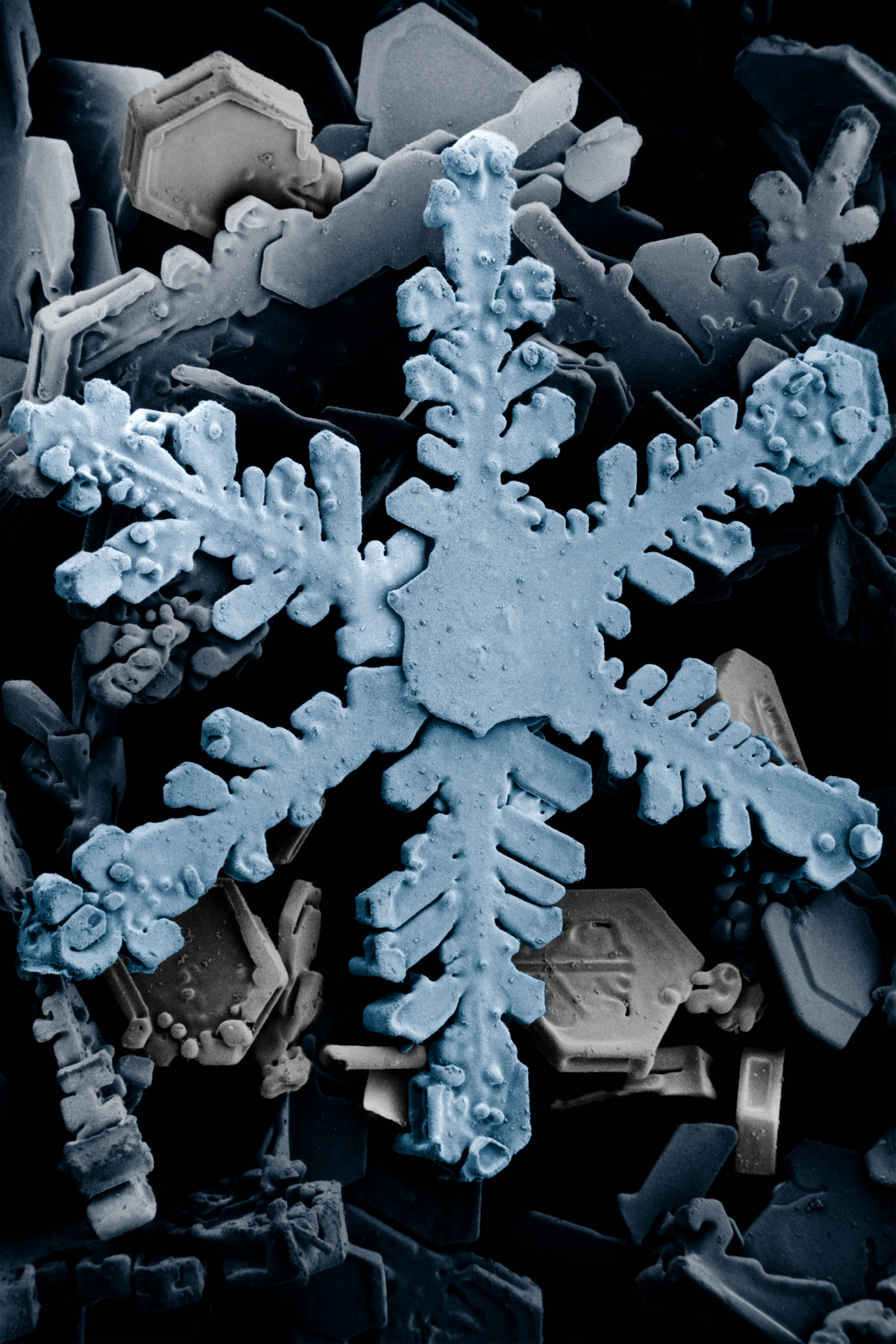
Neve ampliada em microscópio eletrônico.
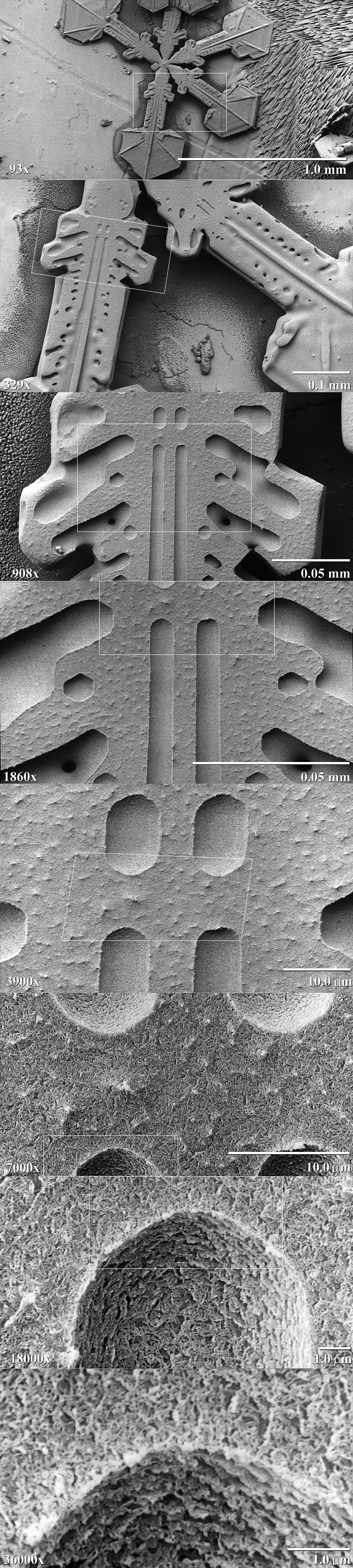
Ampliação gradativa de um floco de neve.
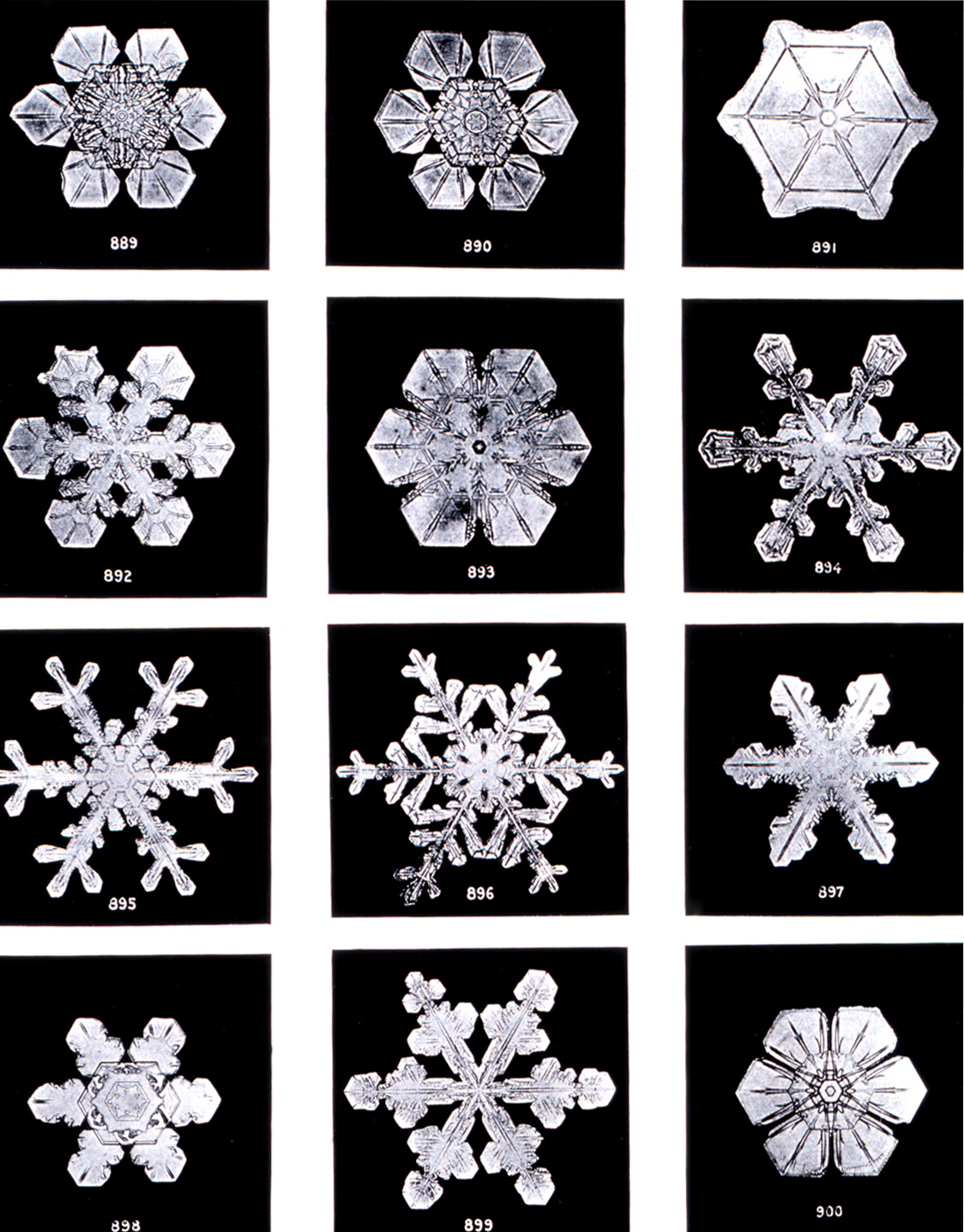
Exemplos de flocos de neve.
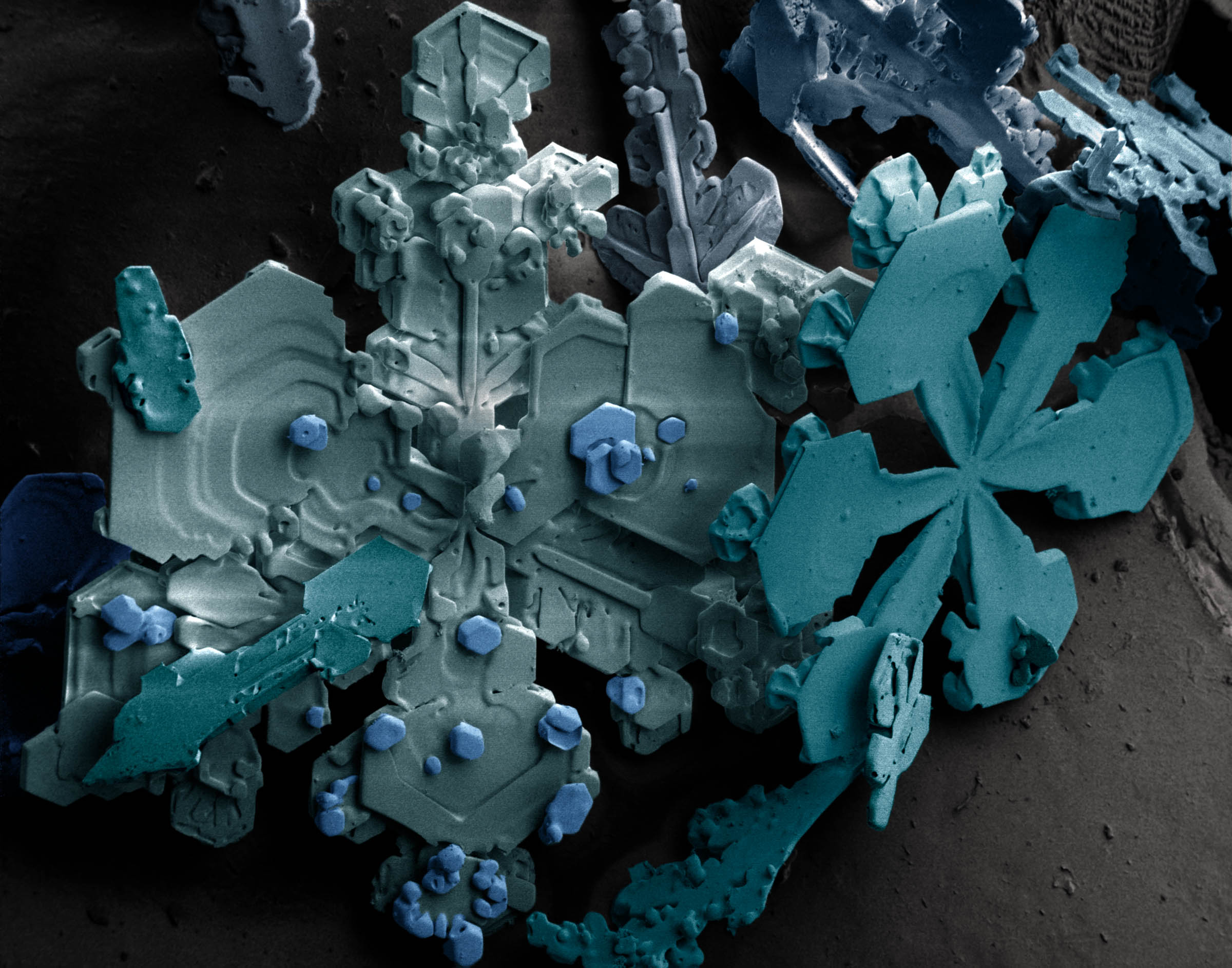
Flocos de neve vistos ao microscópio eletrônico.
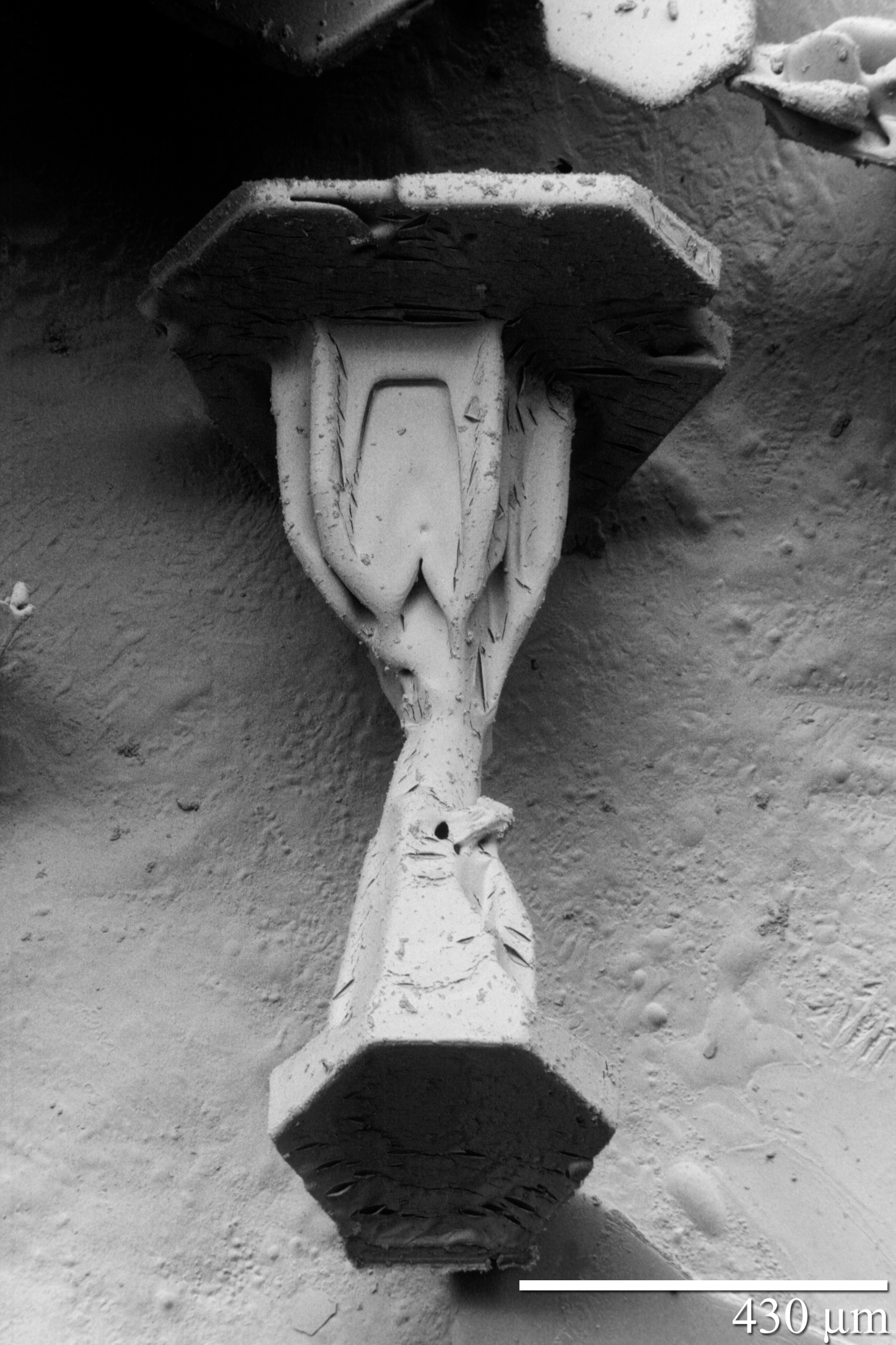
Neve em forma de cálice/ ampulheta.

## Tipos de neve

Ocorrência de queda de neve:
Neve abaixo de 500 metros cada ano.
Neve acima de 500 metros a cada ano, mas com pouca frequência abaixo de 500 metros.
Neve só acima de 500 metros.
Neve só acima de 2000 metros.
Sem neve.

A meteorologia reporta inúmeros tipos de neve e de precipitação de gelo. Além da clássica forma, composta por cristais de gelo em flocos de formato hexagonal, lembrando pequenas estrelas, existem diversas variações na forma e tamanho das partículas de gelo que precipitam das nuvens.  Nem toda a neve vem na forma dos tradicionais flocos e há diferenças entre a neve, neve granular, chuva congelada e granizo (ou saraiva). Abaixo seguem os principais tipos de precipitações sólidas existentes.

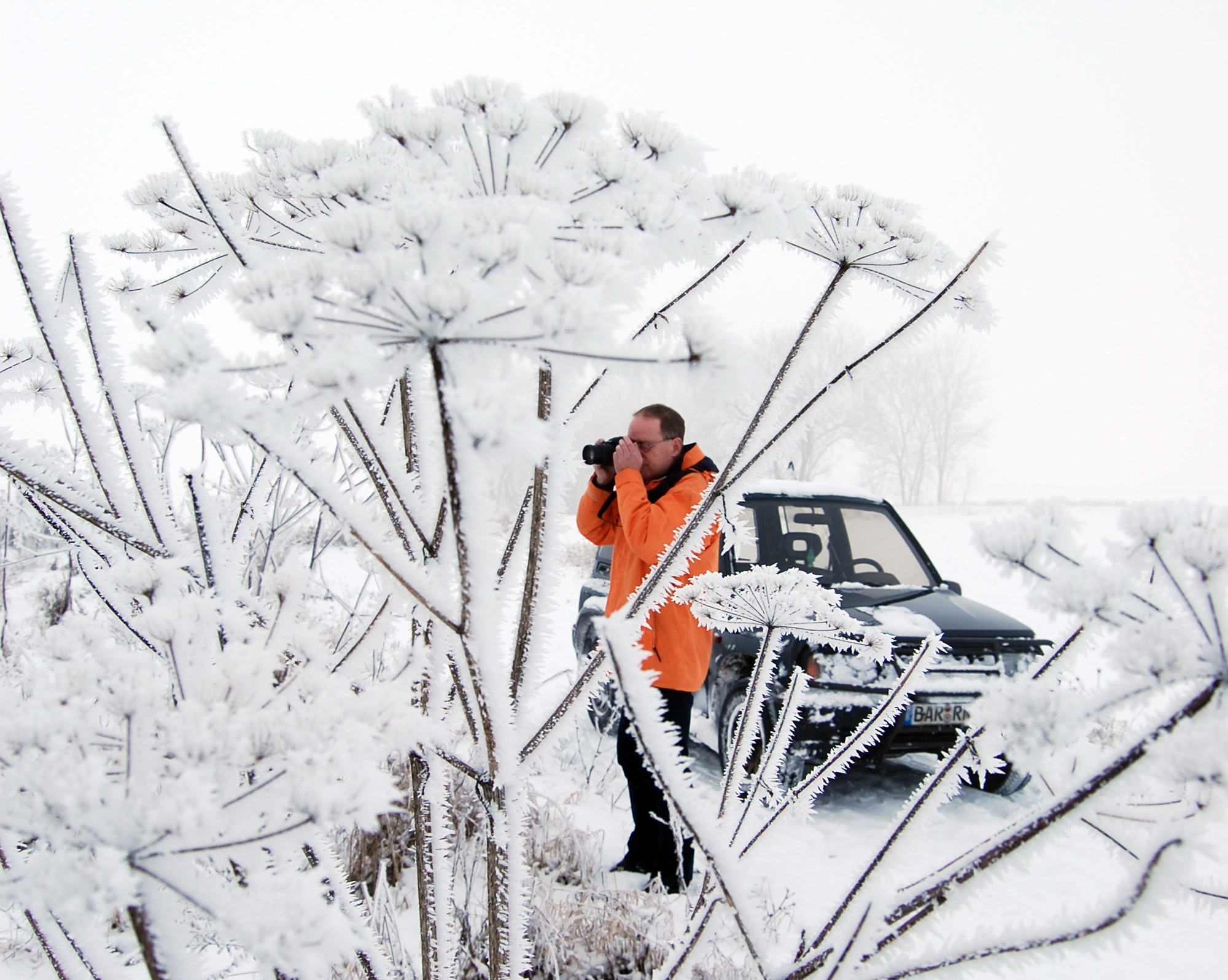
Fotógrafo registrando formação de sincelo sobre vegetação na Alemanha

- Flocos de neve: Conforme definido pela Sociedade Norte-Americana de Meteorologia (American Meteorological Society),[7] os flocos de neve consistem na forma mais conhecida e tradicional de precipitação de neve. É o cristal de gelo em forma de floco, de formato hexagonal e com o aspecto de uma pequena estrela.
- Grãos de neve (também conhecidos como neve granular ou snow grains): precipitação na forma de partículas muito pequenas e opacas de gelo, ou equivalente à forma sólida de chuvisco. Lembram as pelotas de gelo na aparência externa, mas são mais achatadas e alongadas.[7] Geralmente apresentam um diâmetro inferior a 1 milímetro. Não racham nem pipocam ao atingir uma superfície dura. Normalmente, a neve granular cai em pequena quantidade e se origina de nuvens estratificadas ou até de um nevoeiro.[8]
- Grãos de gelo (também pelotas de gelo ou granizo miúdo): tipo de precipitação consistente de pelotas de gelo de 5 milímetros ou menos de diâmetro.[7] Podem se apresentar na forma esférica, irregular ou até, raramente, no formato cônico. Os grãos de gelo geralmente pipocam ao atingir uma superfície dura e provocam barulho no impacto. São conhecidas nos Estados Unidos como ice pellets.[7][9]
- Graupel: Partículas de neve mais pesadas, geralmente chamadas de pelotas de gelo. É muito difícil distinguir do granizo miúdo, exceto pela convenção de que o granizo miúdo deve ter um diâmetro maior que 5 milímetros.[7][8]
- Granizo (ou saraiva): é uma precipitação composta por pedras sólidas de gelo, que podem medir de 5 mm ao tamanho de uma laranja. Não é considerada uma forma de precipitação invernal, principalmente por sua precipitação poder ocorrer com temperaturas elevadas na superfície.[7]
- Chuva congelada (ou freezing rain): Chuva na forma líquida que congela após o impacto com a superfície.[7] É necessário que as gotículas da chuva estejam super-resfriadas e que a temperatura do solo se situe abaixo de zero para que se produza o congelamento.[8]
- Aguaneve (ou sleet): consiste na neve parcialmente fundida, que cai ao solo com traços de cristalização.[7] Normalmente é transparente, não branca como a neve em sentido estrito, podendo conter uma certa quantidade de neve em seu interior.[10]
- Sincelo: consiste em um fenómeno meteorológico que acontece em situações de nevoeiro aliado a temperaturas entre -2 °C a -8 °C. Resulta do congelamento das gotas de água em suspensão, quando estas entram em contato com a superfície.[7] Quando sob um nevoeiro muito denso, pode produzir o mesmo efeito que uma nevada e ocorrer a precipitação de cristais de gelo em pleno nevoeiro, sem haver nuvens no céu.

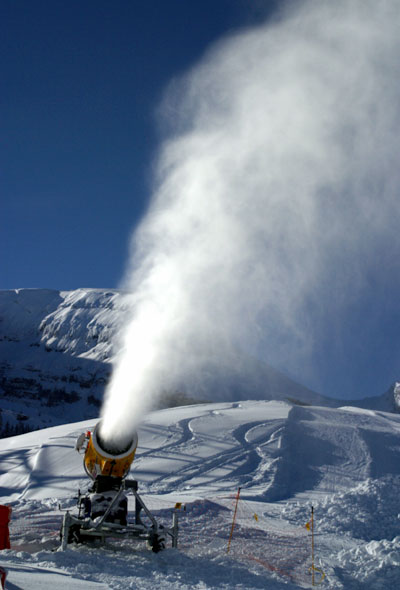
Canhão de neve em Wildhaus (Suíça)

### Neve artificial
A neve pode ser fabricada artificialmente mediante a utilização de máquinas conhecidas como canhões de neve. Trata-se de equipamentos que sopram ar abaixo da temperatura de congelamento sobre um spray de água, fazendo com que ela sofra congelamento instantâneo. Esse equipamento é muito utilizado para suprir deficiências de neve em estações de esqui, garantindo que as pistas possam ser utilizadas durante todo o inverno, mesmo quando a queda de neve estiver abaixo do esperado.
A fabricação de neve também tem importante função na agricultura, uma vez que o gelo é um bom isolante térmico, podendo minimizar a perda de calor do solo. Assim, algumas fazendas situadas em locais de clima mais frio utilizam-se de neve artificialmente produzida como um protetor para as safras de inverno, evitando que as plantas congelem mesmo quando a temperatura do ar está abaixo dos 0 °C.

### Densidade da neve
A densidade da camada de neve que se acumula sobre o solo depende diretamente das condições ambientais em que esta se formou e precipitou, sendo que neves mais densas, quando acumuladas em locais íngremes, podem provocar a ocorrência de deslizamentos de gelo, conhecidos como avalanches.
De modo geral, considera-se que uma coluna de 10 metros de neve fresca (que tem densidade média de 30 kg/m3) apresente peso equivalente a 1,5 metros de neve mais velha (densidade de 200 kg/m3) que, por sua vez, têm a mesma massa presente em apenas 0,33 metros de gelo (densidade média de 900 kg/m3). Quanto maior a massa de neve acumulada nas encostas íngremes das montanhas e escarpas, mais intensas serão as avalanches ali geradas.

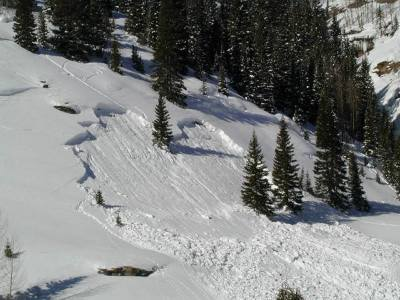
Linha de origem de uma avalanche

As avalanches ocorrem quando se têm três ingredientes fundamentais: neve, uma superfície inclinada e um agente deflagrador.

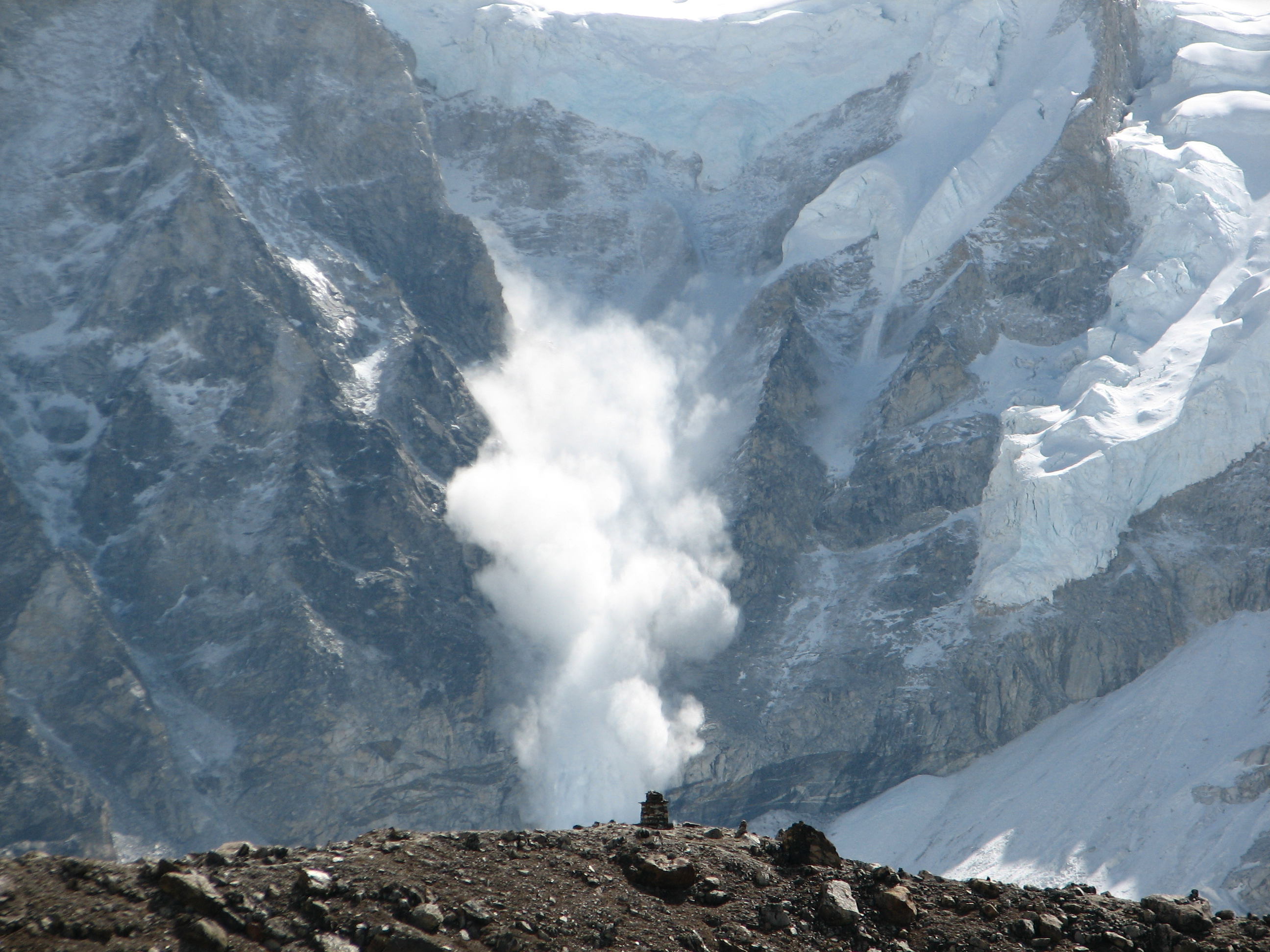
Registro fotográfico de uma avalanche ocorrendo nas encostas do Monte Everest

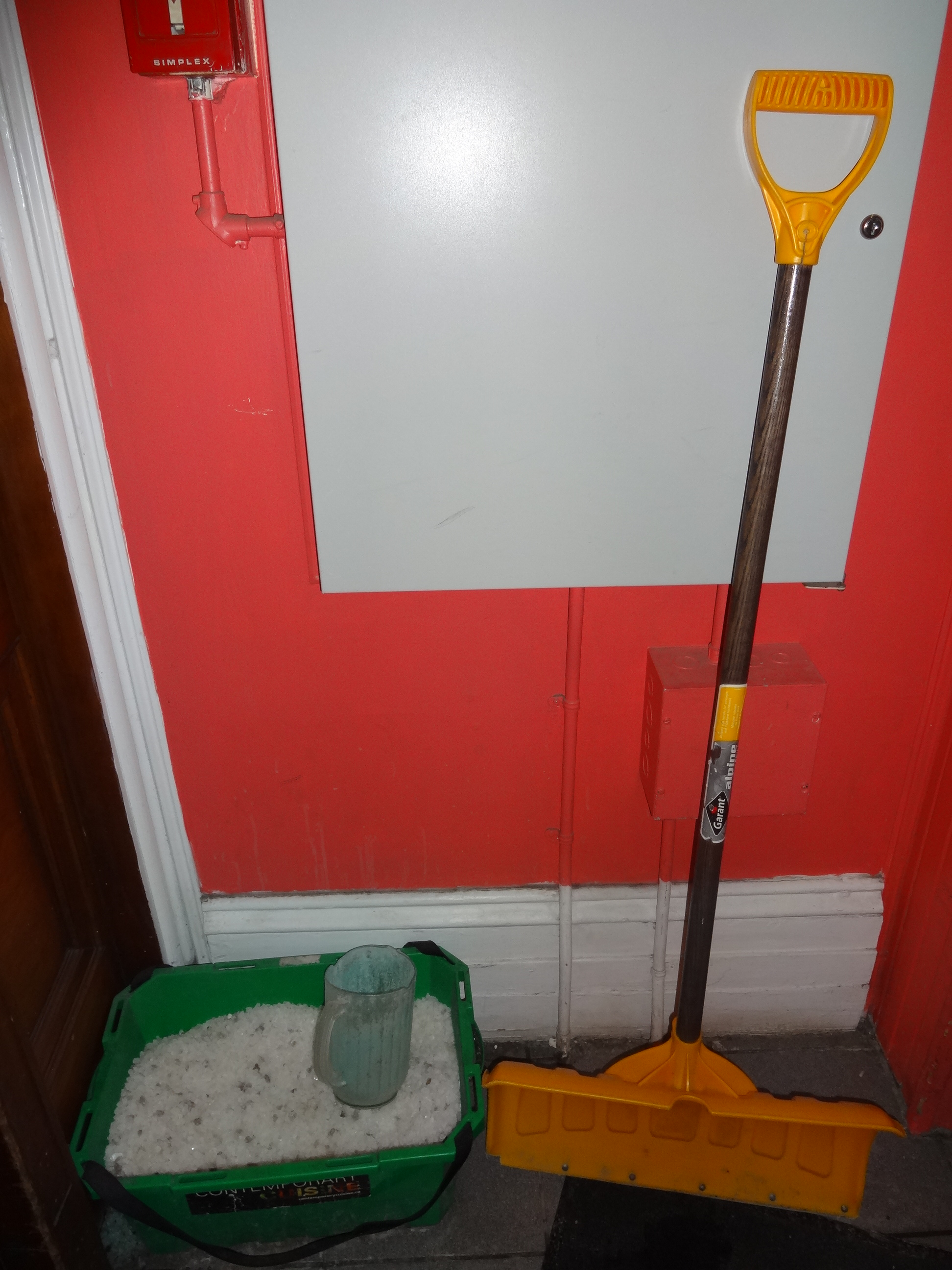
Típica pá e balde com sal para a retirada de neve

Uma camada de gelo cristalizado dentro do manto de neve acumulada pode dar início ao processo. Se esta camada estiver próxima à superfície, ela provoca uma avalanche pouco intensa, que consiste em um aglomerado de neve solta que desce pela encosta da montanha e costumam causar poucos danos às pessoas, animais ou vegetação. Mas, se a camada cristalizada estiver a uma profundidade maior, ou seja, encoberta por uma coluna de neve mais densa, ela pode causar o deslizamento de placas, o que gera uma avalanche muito mais perigosa. Nesse caso, uma porção considerável do manto de neve escorrega sobre uma camada de neve velha e, consequentemente, mais dura, ganhando velocidade, derrubando tudo o que encontrar em seu caminho.
Uma vez que o peso do manto de neve é um fator essencial para a deflagração das avalanches, a tabela a seguir exemplifica a altura necessária para se ter 100 kg de neve, considerando diferentes condições de acumulação.
| Densidade      | Nome                       | Espessura de uma camada com 100 kg de peso* |
| -------------- | -------------------------- | ------------------------------------------- |
| 30…50 kg·m−3   | Neve fresca                | 2–3 m de altura                             |
| 50…100 kg·m−3  | Neve fresca, assentada     | 1–2 m de altura                             |
| 100…200 kg·m−3 | Neve fresca, bem assentada | 0,5–1 m de altura                           |
| 200…400 kg·m−3 | Neve velha, seca           | 25–50 cm de altura                          |
| 300…500 kg·m−3 | Neve velha, molhada        | 20–35 cm de altura                          |
| 150…300 kg·m−3 | Neve "solta"               | 30–70 cm de altura                          |
| 500…800 kg·m−3 | Neve/Firn de muitos anos   | 12–20 cm de altura                          |
| 800…900 kg·m−3 | Gelo                       | 11–12 cm de altura                          |

*Considerando-se um metro quadrado de terreno recoberto pela neve.
Notas
- Na neve "solta" as camadas de cima deslizam livres como uma tábua, havendo perigo de avalanches.[14]
- A neve acumulada por anos, conhecida como "firn", tem no mínimo 500 kg/m3.[13]

### Neves Eternas

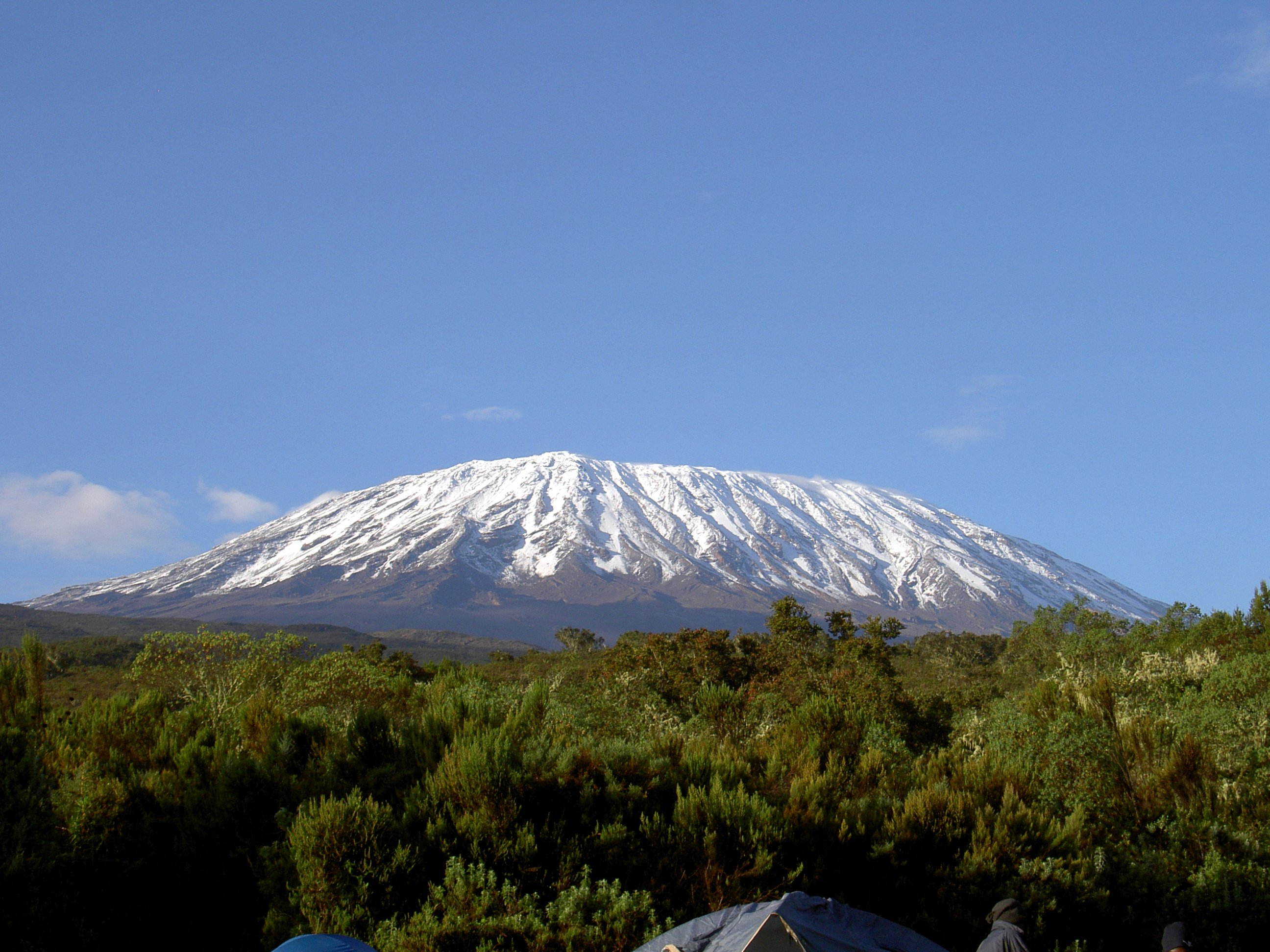
Neve eterna cobrindo o topo do Monte Kilimanjaro, na África

Quando camadas de neve são formadas no cume de montanhas muito elevadas, a baixa temperatura local faz com que elas não derretam, mesmo durante os meses do verão, quando a radiação solar é mais intensa. Assim, esses aglomerados de gelo, que cobrem os topos mais elevados recebem o nome de neve eterna.
A neve eterna está presente nos mais elevados topos das cadeias montanhosas, tais como as Montanhas Rochosas, Cordilheira dos Andes, Himalaias e Alpes europeus. Também pode se estruturar sobre topos isolados, como o Monte Kilimanjaro, na África ou o Monte Fuji, no Japão. Normalmente, com o tempo essa neve vai sendo compactada, dando origem a geleiras que deslocam-se para os vales nas proximidades.
A neve eterna também ocorre nas regiões polares, onde a baixa incidência de radiação solar faz com que não haja calor suficiente para ocasionar o derretimento das neves precipitadas durante o inverno. As baixas temperaturas fazem com que nessas áreas, mesmo durante o verão, a precipitação ocorra na forma de neve.
Atualmente, alguns pesquisadores reportam que estaria havendo uma retração da camada de neve eterna nos montes mais altos, em decorrência de um fenômeno conhecido como aquecimento global e afirmam que, dentro de poucos anos, seu derretimento terá impacto severo sobre o nível de grandes rios e a atividades econômicas a eles associadas. Contudo tal teoria não é consensual, havendo cientistas que refutem tal ocorrência, afirmando que o derretimento das neves eternas ocorreria em função da urbanização, e não do aquecimento do planeta.

## A neve na cultura popular

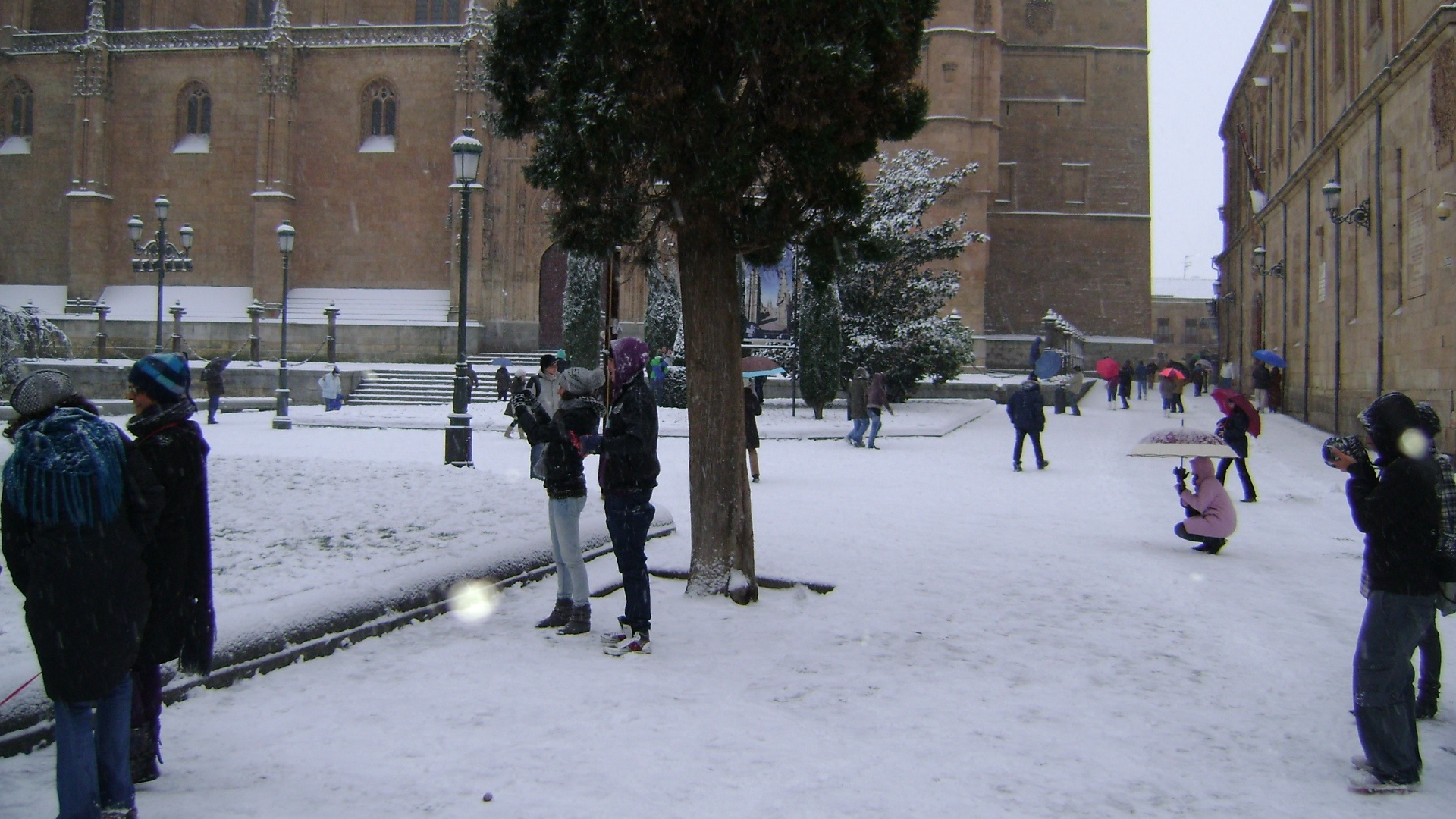
Nevando em Salamanca (Espanha).

Ao longo da história, diferentes populações interpretavam a ocorrência de neve de distintas formas. Por ser um fenômeno de extrema beleza cênica, a neve é recorrentemente reverenciada pela cultura popular, sendo tema de canções, pinturas, fotografias artísticas. Dentre as menções feitas à queda de neve merecem destaque:
- A música "Let it Snow! Let it Snow! Let it Snow!" ("Deixe nevar! Deixe nevar! Deixe nevar!"), escrita em 1945 por Sammy Cahn e gravada em 1950 por Frank Sinatra;[22]
- Durante as festividades do final do ano de 2011, o sistema de buscas do Google exibia flocos de neve caindo da tela quando o usuário digitava a frase "Let it Snow" ("Deixe nevar") na janela de procura.[23]
- Diversas lendas se referem a criaturas que habitam áreas cobertas por neve, como o pé-grande ou o Abominável homem das neves.[24]
- Inúmeras menções em filmes e séries. Como, por exemplo, a série de animação South Park, cuja história se passa em uma cidade fictícia permanentemente coberta por neve.[25]

### Natal branco
Natal branco é uma denominação utilizada para designar a ocorrência de precipitação de neve em um dia de Natal. Este fenômeno é mais comum em países do extremo norte do globo como a Noruega e o Canadá, bem como países localizados em altitudes elevadas como a Romênia.
No hemisfério sul, esse fenômeno é extremamente raro em regiões permanentemente habitadas, pois o natal acontece no período de verão, e só pode ocorrer em regiões elevadas do Chile, da Argentina ou da Nova Zelândia, e mais raramente na Austrália, quando a temperatura está muito abaixo do normal. Também é possível o registro de quedas pontuais de neve em pleno verão em localidades sul-americanas localizadas ao nível do mar, desde que estejam situadas em áreas de latitudes muito elevadas, como é o caso da cidade argentina de Ushuaia.

### Bonecos de neve
Bonecos de neve são representações antropomórficas feitas com uso de bolas de neve fresca, muito populares no inverno dos países do hemisfério norte, sendo por isso, considerado um dos símbolos do natal nesses locais.
Em países frios, após as quedas de neve, as pessoas - sobretudo as crianças - saem para elaborar bonecos de neve. Normalmente são feitos com a colocação de duas bolas grandes de neve, uma sobre a outra, um cachecol, e uma pedra ou cenoura para representar o nariz. Outros acessórios podem ser utilizados, como chapéu ou cartola, botões ou pedras para representar os olhos e galhos para servir de pés e mãos.

### Esportes e lazer

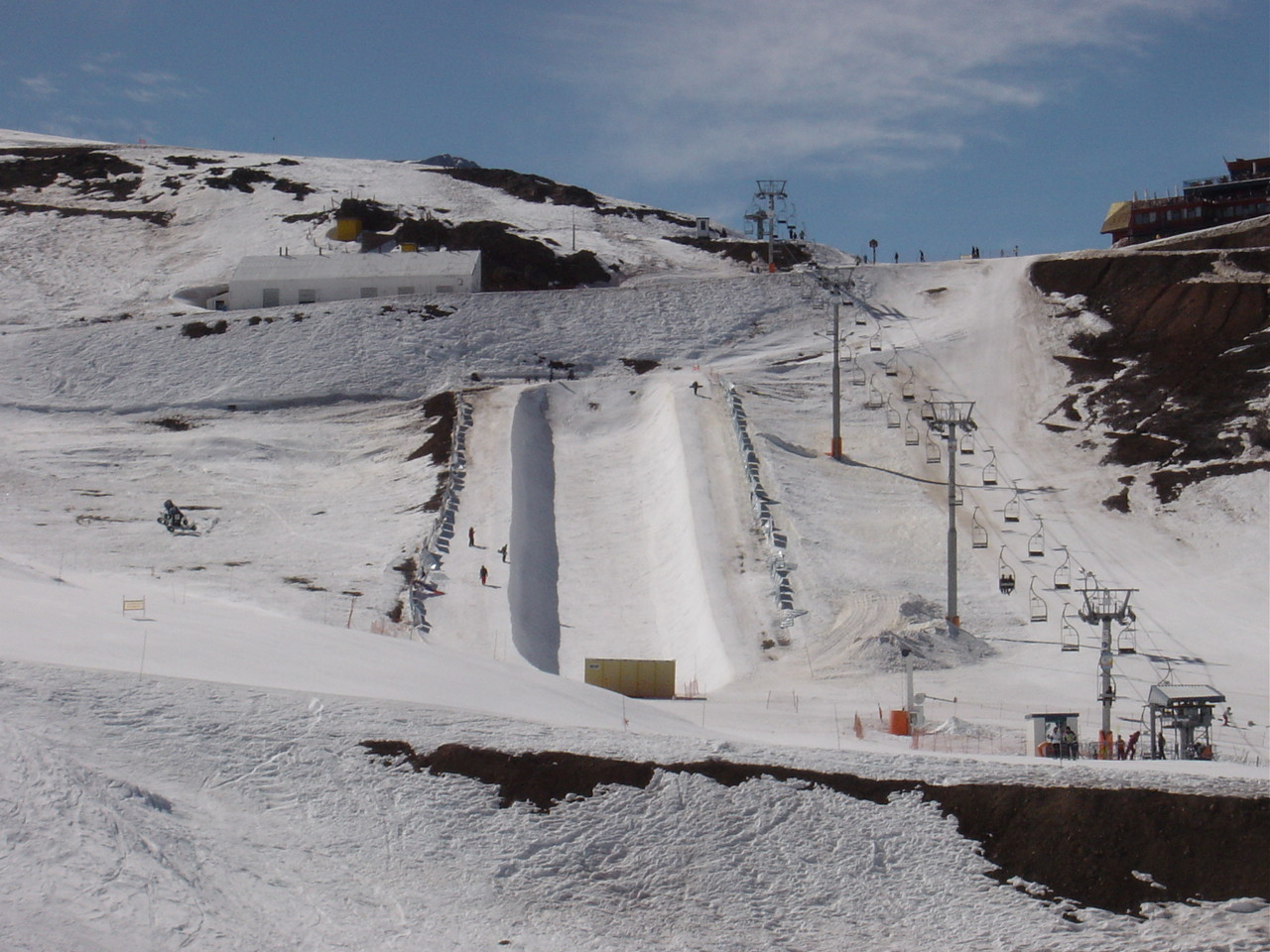
Pistas para prática de Esqui e Snowboard em Valle Nevado, Chile

Diversas atividades de lazer e esportivas dependem da precipitação e acúmulo de neve para poderem ser praticados, tais como o esqui, o snowboarding, corridas de snowmobiles, deslizamento com trenós e caminhadas com uso de raquetes de neve.
Assim, diversos centros turísticos e desportivos estão instalados em locais onde o acúmulo de neve é abundante o suficiente para a prática de tais atividades. Estações de esqui são comuns em áreas montanhosas em setores de médias latitudes, onde a ocorrência de neve é comum. Na Cordilheira dos Andes há instalações em diversos locais do Chile e Argentina, como no Valle Nevado e em Bariloche. Nas Montanhas Rochosas, na América do Norte, existem diversas cidades cujas economias estão diretamente ligadas à existência de centros de lazer voltados aos praticantes de esportes de inverno, sendo Aspen no estado do Colorado a mais famoso delas. Já no continente europeu, diversas estações de esqui estão espalhadas pelos Alpes, Apeninos e demais cadeias montanhosas.

#### Modalidades esportivas mais comumente praticadas na neve
O Esqui é o esporte de inverno mais praticado, recebendo a mesma denominação das pranchas usadas para facilitar o deslizamento sobre a neve. A classificação clássica indica a existência de três modalidades desportivas de esqui:
- esqui alpino
- esqui de fundo (também conhecido como esqui nórdico ou esqui cross-country)
- esqui alpinismo

O snowboard ou snowboarding é um esporte que, tal como o skate e o surfe, consiste em equilibrar-se sobre uma prancha, este porém se faz na superfície nevada das encostas de montanhas. A prancha é lisa e não há rodas ou ferros na sua parte inferior. Usa-se prendedores aos pés e as pontas dianteiras e traseiras da prancha são ligeiramente curvadas para cima. Uma vez que a neve dificulta o impulso da prancha com a ajuda dos pés a única maneira de praticá-lo é descendo as encostas de montanhas. Há modalidades que incluem o uso de halfpipes e rampas para a realização de grandes saltos onde se pode fazer várias manobras antes de se alcançar o chão.
O snowkite é uma variante do kitesurf praticada como esporte de inverno, em que a prancha de surf é substituída por um snowboard ou esquis. Os praticantes deste desporto podem atingir velocidades de 70 km/h.

## Efeitos negativos

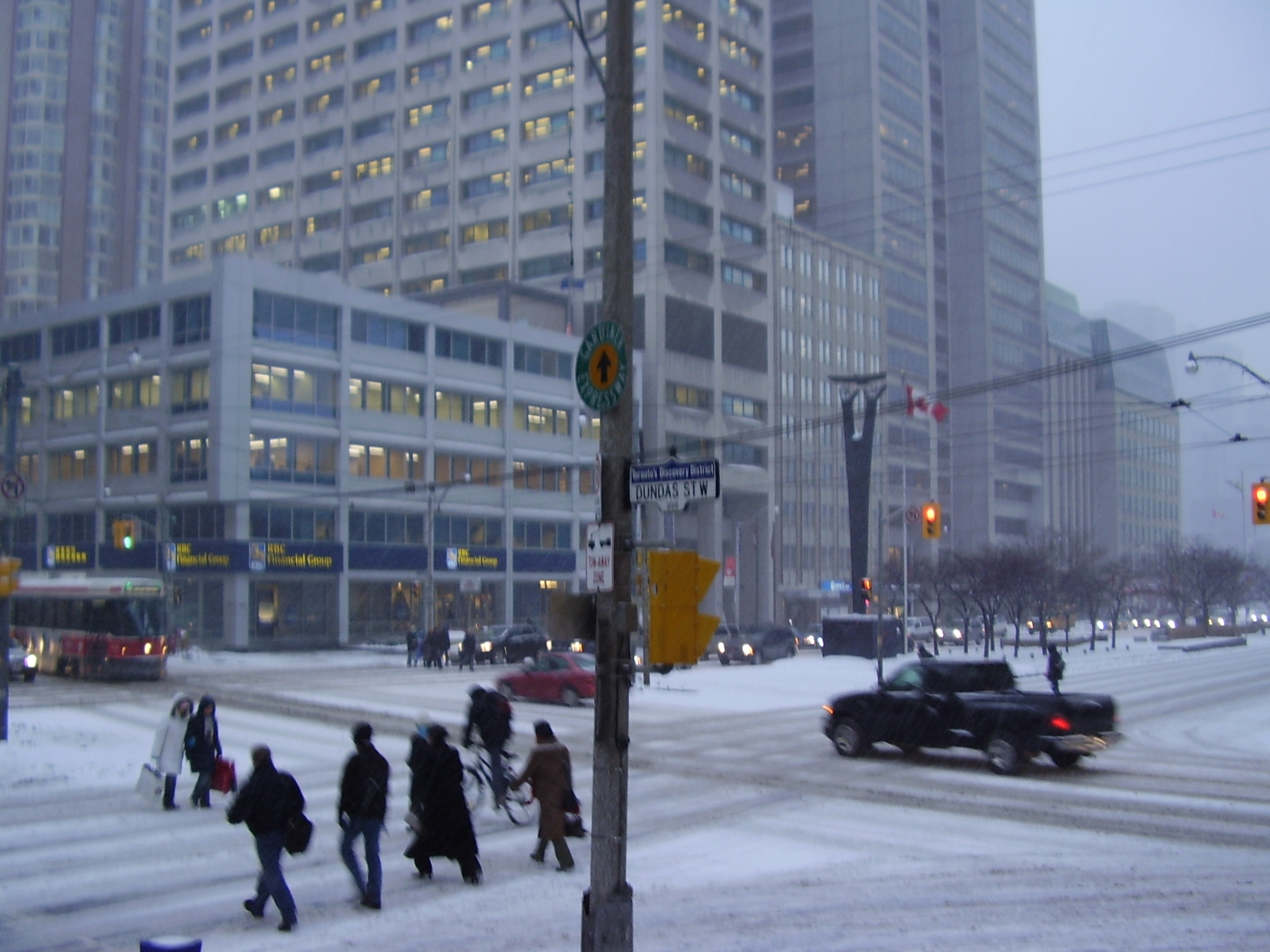
Cruzamento movimentado de Toronto, Canadá num dia de neve

A neve é um problema de maior importância em vias públicas, especialmente com temperaturas entre 2 °C e -5 °C, quando a neve que cai é húmida, ou derrete com relativa facilidade, sendo causa de acidentes, visto que causa a derrapagem de veículos transitando nas vias públicas. A temperaturas mais baixas, a neve é seca, e não causa derrapagem, mas acumula-se com facilidade e pode atrapalhar facilmente o trânsito de veículos em vias públicas no caso de acumulação. Por isto, regiões que recebem regularmente precipitação de neve possuem empresas com veículos adaptados para remover a neve de vias públicas movimentadas, como avenidas e rodovias, bem como em aeroportos.
Por causa das mesmas razões mencionadas acima, a neve também é um causador de acidentes entre pedestres, especialmente com temperaturas entre 2 °C e -5 °C, fazendo com que pessoas escorreguem ou dificultando sua locomoção. Muitos países com precipitação regular de neve possuem legislação que obriga os proprietários de um dado estabelecimento (residências, comércio, etc.) a removerem parte da neve que se acumula nas suas calçadas, de modo a permitir o trânsito seguro de pedestres. Caso um pedestre sofra um acidente por causa de neve não removida na calçada à frente de um dado estabelecimento, o proprietário pode ser judicialmente processado pelo fato. Muitas escolas americanas e canadenses proíbem que crianças brinquem com neve, dentro de suas propriedades, em horário escolar ou desacompanhados de um adulto, quando não existam inspetores para garantir a sua devida segurança. Não é incomum o encerramento de escolas em dias de neve forte, para minimizar o risco de acidentes.
Outro problema causado pela acumulação de neve num dado local é que ela acumula resíduos com facilidade. A neve, quando precisa ser removida, é removida espalhando sais que derretem a neve, ou de máquinas que aquecem e derretem a neve, ou pela remoção manual, através de pás e veículos adaptados.
Se a quantidade de neve acumulada sobre o solo for muito grande, pode causar outro problema ao derreter: a ocorrência de inundações. Com a chegada dos dias mais quentes da primavera, pode ocorrer um derretimento súbito de todo o gelo acumulado durante o outono e inverno. Toda essa massa de água recém derretida corre em direção aos rios, provocando enchentes, algumas catastróficas, nas quais a forte corrente é capaz de causar grande destruição. Esse fenômeno é muito comum em países mais frios, como o Canadá, e em áreas montanhosas, como os estados norte-americanos do Colorado e Nebraska.

## Ocorrências em países lusófonos
A maior parte dos países falantes da língua portuguesa estão localizados em setores com latitudes e altitudes desfavoráveis à ocorrência frequente do fenômeno. Contudo, não é totalmente incomum o registro de precipitação de neve nos dias mais frios do inverno nos pontos mais elevados do sul do Brasil e nas áreas serranas existentes na fronteira entre Portugal e Espanha (Serra da Estrela, por exemplo). Nestes locais a queda de neve é um fenômeno relativamente frequente ocorrendo, praticamente, em todos os anos.

### Brasil

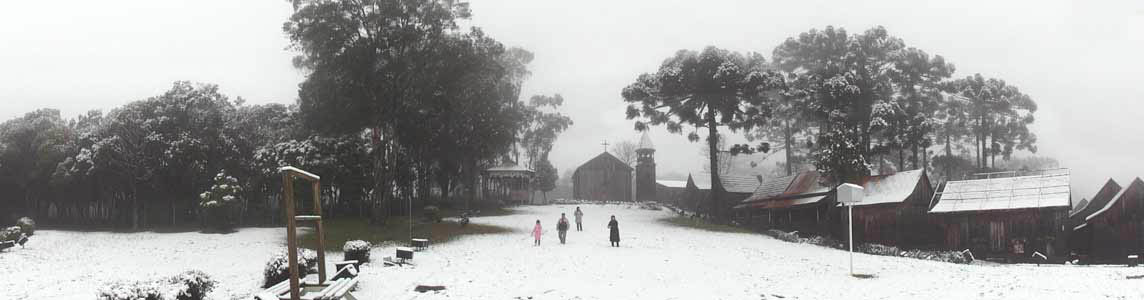
Neve em Caxias do Sul, Rio Grande do Sul

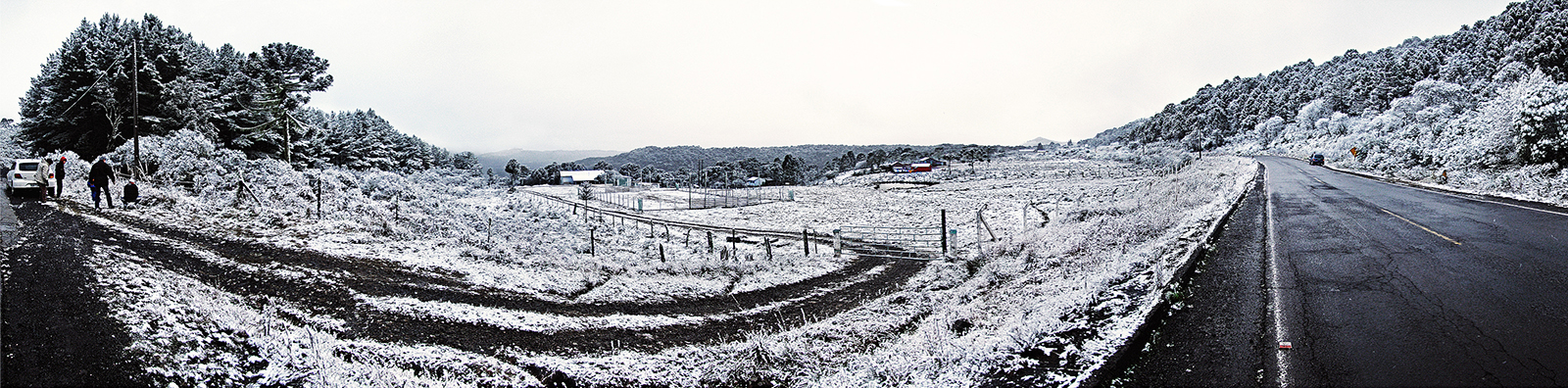
Neve caindo no campo próximo à rodovia, zona rural da cidade de São Joaquim, Santa Catarina

A neve no Brasil ocorre de forma ocasional, mas todos os anos, principalmente nos meses de junho, julho e agosto (período do inverno austral), nas partes mais altas dos planaltos serranos de Santa Catarina e Rio Grande do Sul, em algumas ocasiões, no centro e sul do Paraná. Na gélida onda de frio anormal de 1975, todo o sul se cobriu de neve, inclusive na capital paranaense, fato que se repetiu em pelo menos 131 cidades do sul do Brasil em 2013, inclusive em Curitiba.

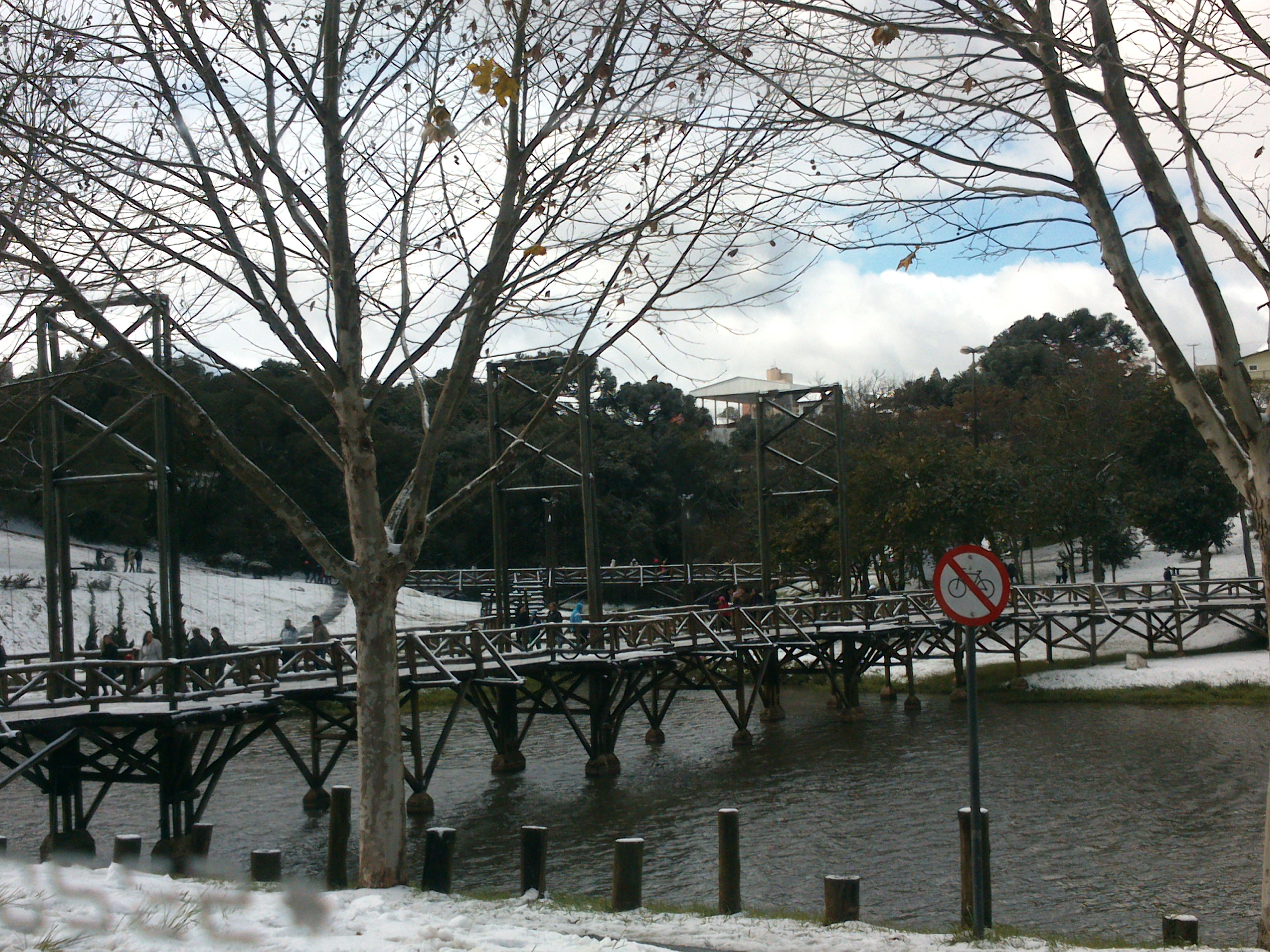
Neve em Guarapuava, estado do Paraná

O fenômeno também já foi registrado em pontos isolados nos estados de São Paulo, Minas Gerais e Rio de Janeiro.
Os estados brasileiros que registraram precipitação de neve, ainda que em apenas uma ocasião, foram:
1. Mato Grosso do Sul
2. Minas Gerais
3. Paraná
4. Rio de Janeiro
5. Rio Grande do Sul
6. Santa Catarina
7. São Paulo

#### Recordes
A mais forte precipitação de neve já registrada no Brasil ocorreu na cidade de Vacaria no Rio Grande do Sul, no dia 7 de agosto de 1879, na qual a neve acumulou cerca de dois metros. Nevascas desse porte são frequentes em países como Canadá e Rússia, acima da latitude 50°, mas totalmente incomum em latitudes próximas a 30°. Vale ressaltar que precipitações de neve com grandes acúmulos no solo são extremamente raras no Brasil, sendo, as três citadas abaixo, as únicas com acúmulos que atingiram (ou superaram) a marca de um metro.
- 7 de agosto de 1879, em Vacaria, Rio Grande do Sul, com 2 metros de neve.[46][47]
- 20 de julho de 1957, em São Joaquim, Santa Catarina, com 1,30 metro de neve. Considerada, às vezes, como a mais abundante precipitação de neve do país, dado o tempo bastante remoto da nevada de Vacaria, de 1879.[48]
- Junho de 1985, em Itatiaia (nas proximidades do Pico das Agulhas Negras), Rio de Janeiro com registro de até 1 metro de neve.[49]

### Portugal

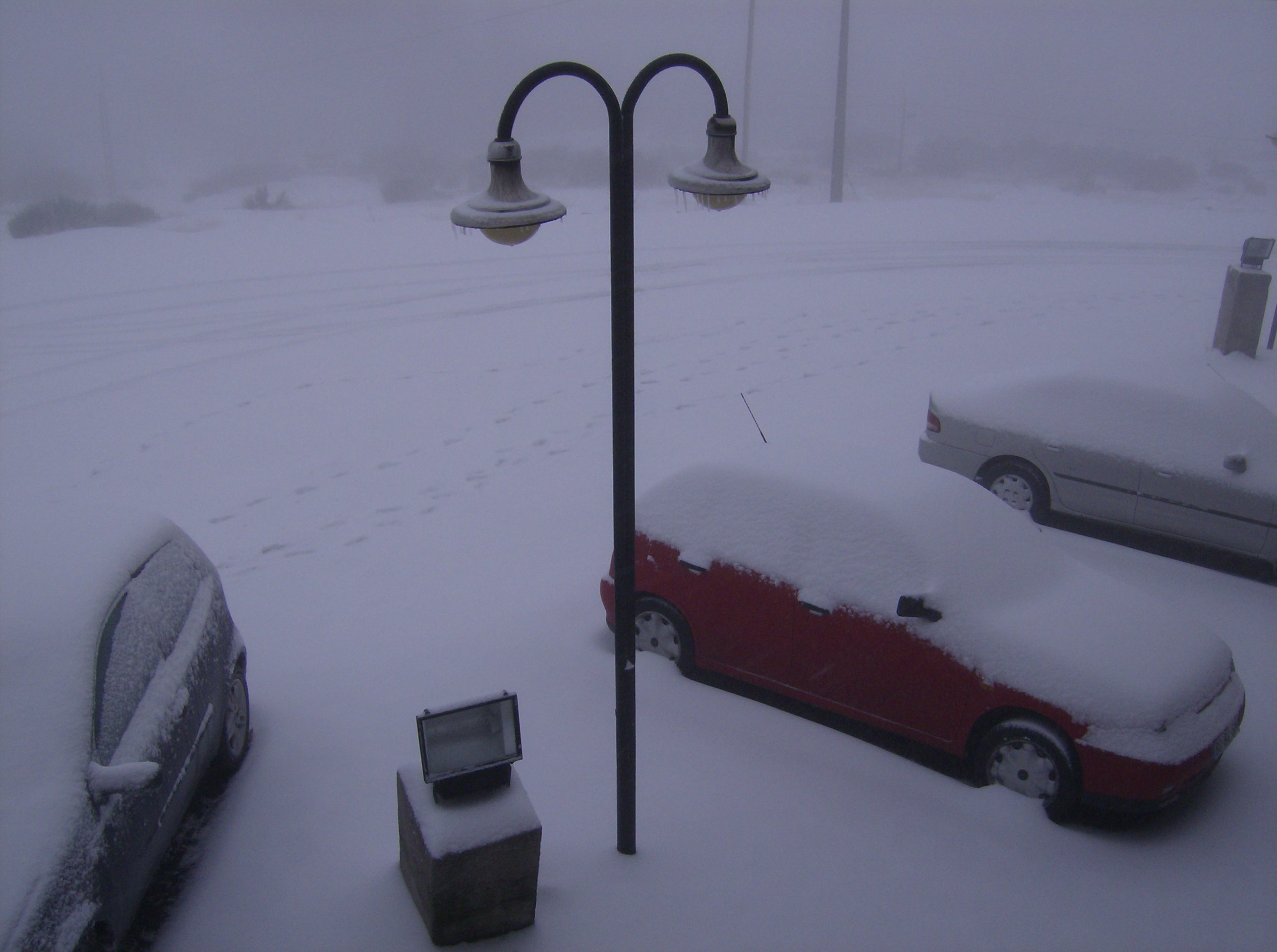
Nevão na Serra da Estrela, no mês de Janeiro de 2007

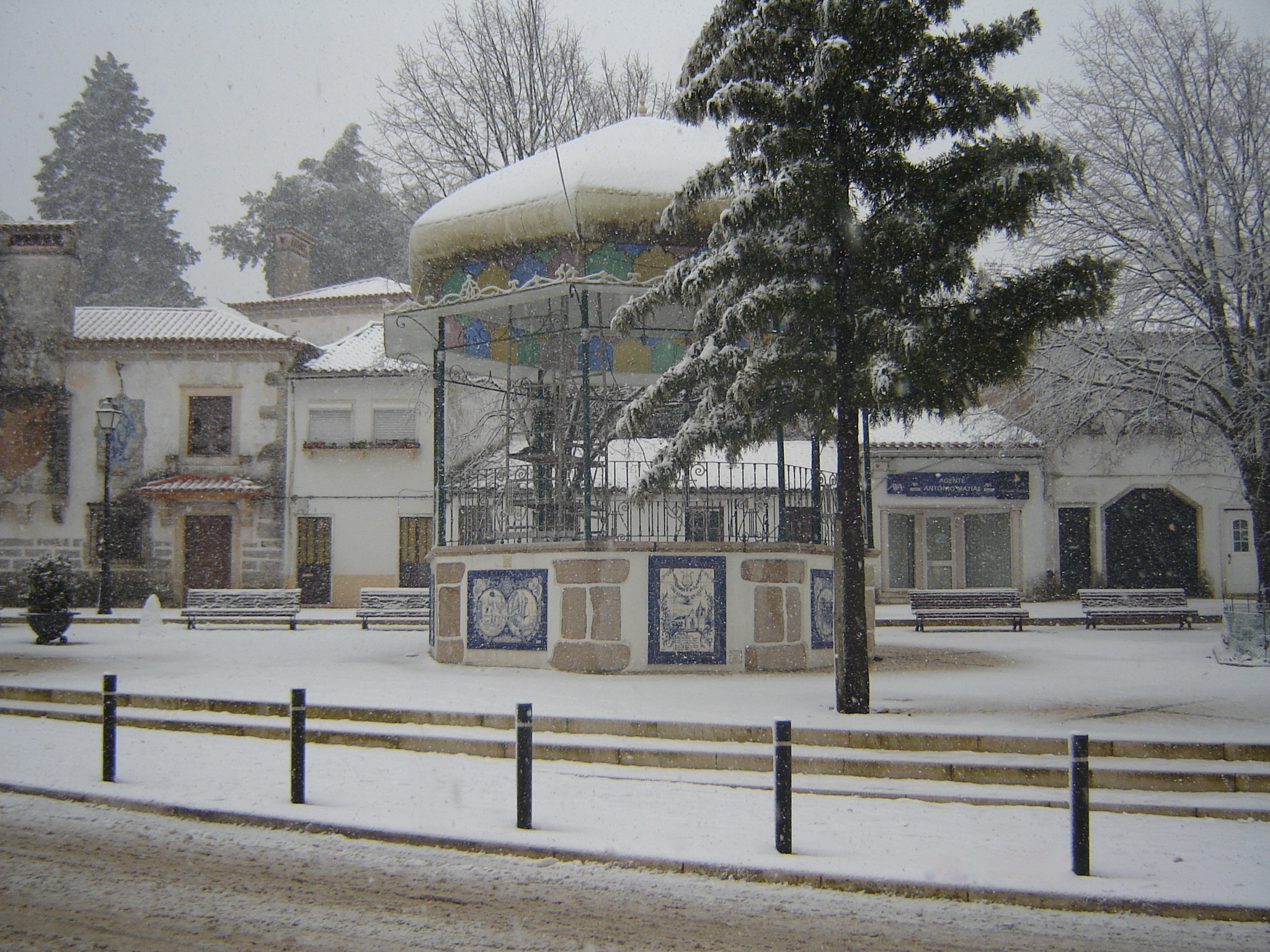
Queda de neve em Minde, na encosta da Serra de Aire

Em Portugal, a neve ocorre anualmente durante o inverno boreal nos distritos da Guarda, Bragança, Vila Real, Viseu e Castelo Branco, no norte e centro do país, sendo este fenómeno bem mais raro na costa litoral, pela elevada influência oceânica, e no extremo sul, na região do Algarve, onde a neve é quase inexistente, devido às temperaturas médias serem mais elevadas.
A 29 de janeiro de 2006 partes significativas do país receberam precipitações de neve. A localidade mais ao sul que registou neve, nesta ocasião, foi a Serra de Monchique, na região do Algarve. Nevou também em Lisboa, algo que não ocorria desde 2 de fevereiro de 1954, e a cidade de Fátima, na região do Centro, também se cobriu de neve. Exatamente um ano depois, em 28 de janeiro de 2007, nevou novamente na capital portuguesa, mas a neve outra vez foi de fraca intensidade, derretendo logo após chegar ao solo.

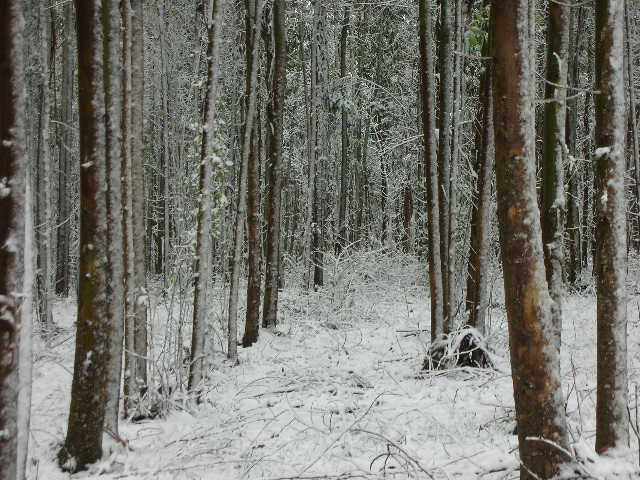
Floresta na Lourinhã, após uma intensa queda de neve

Covilhã, Seia, Guarda, Bragança, Montalegre e Castelo Branco estão entre as cidades mais frias de Portugal, registrando, com frequência, temperaturas negativas.
O local mais frio de Portugal (e de todos os países lusófonos) é a Serra da Estrela, o ponto mais alto de Portugal Continental, onde temperaturas abaixo de -10 ºC, na localidade da Torre, não são muito raras. A Serra do Gerês, situada no município de Montalegre, extremo norte do país (próximo à fronteira espanhola com a Galiza), também é outro entre os poucos locais de Portugal onde podem ser registradas temperaturas inferiores a -10 °C e a ocorrência de precipitações de neve mais abundantes.
No arquipélago dos Açores, a queda de neve também se faz presente na Ponta do Pico, a montanha mais alta em território português, com 2 351 m de altitude, localizada na Ilha do Pico. No mês de Janeiro, a neve pode ser vista a partir da altitude de 1 200 metros. Ocasionalmente pode ocorrer queda de neve em outras ilhas, como aconteceu a 30 de Janeiro de 2009.
Quanto ao arquipélago da Madeira, as nevadas podem ocorrer nas partes mais elevadas da Ilha da Madeira, mais precisamente no Pico Ruivo, no Pico das Torres e no Pico do Arieiro, durante os meses mais frios.